# Löv, Värmland
Löv är en sjö i Årjängs kommun i Värmland och ingår i Göta älvs huvudavrinningsområde. Sjön är 6,1 meter djup, har en yta på 0,319 kvadratkilometer och befinner sig 175,3 meter över havet.

## Delavrinningsområde
Löv ingår i det delavrinningsområde (659578-129232) som SMHI kallar för Mynnar i Västra Silen. Medelhöjden är 174 meter över havet och ytan är 36,52 kvadratkilometer. Räknas de 2 avrinningsområdena uppströms in blir den ackumulerade arean 77,15 kvadratkilometer. Silbodalsälven som avvattnar avrinningsområdet har biflödesordning 4, vilket innebär att vattnet flödar genom totalt 4 vattendrag innan det når havet efter 243 kilometer. Avrinningsområdet består mestadels av skog (60 procent), öppen mark (11 procent) och jordbruk (11 procent). Avrinningsområdet har 0,66 kvadratkilometer vattenytor vilket ger det en sjöprocent på 1,8 procent. Bebyggelsen i området täcker en yta av 3,26 kvadratkilometer eller 9 procent av avrinningsområdet.